# (33103) Pintar
(33103) Pintar (1997 YA12) – planetoida z pasa głównego asteroid okrążająca Słońce w ciągu 3,76 lat w średniej odległości 2,42 j.a. Odkryta 27 grudnia 1997 roku.